# Ruri Rocks
Ruri Rocks (jap. 瑠璃の宝石 Ruri no hōseki) – manga autorstwa Keiichirō Shibuyi, publikowana na łamach magazynu „Harta” wydawnictwa Enterbrain od sierpnia 2019. Na jej podstawie Studio Bind wyprodukowało serial anime, który emitowany jest od lipca 2025.

## Fabuła
Ruri Tanigawa jest uczennicą liceum, która lubi biżuterię i dodatki. Podczas wizyty w sklepie jubilerskim natknęła się na ozdoby z kryształami. Ruri zachwyciła się pięknem kryształów i postanowiła sama ich poszukać. Pewnego dnia, podczas poszukiwań kryształów, Ruri spotyka Nagi Arato – doktorantkę specjalizującą się w mineralogii. To spotkanie pogłębia miłość i fascynację Ruri światem mineralogii.

## Bohaterowie
- Ruri Tanigawa (jap. 谷川 瑠璃 Tanigawa Ruri)

Seiyū: Miyari Nemoto 
- Nagi Arato (jap. 荒砥 凪 Arato Nagi)

Seiyū: Asami Seto 
- Yōko Imari (jap. 伊万里 曜子 Imari Yōko)

Seiyū: Yume Miyamoto 
- Shōko Seto (jap. 瀬戸 硝子 Seto Shōko)

Seiyū: Saki Hayashi 
- Aoi Kasamaru (jap. 笠丸 葵 Kasamaru Aoi)

Seiyū: Misuzu Yamada 

## Manga
Pierwszy rozdział mangi ukazał się 10 sierpnia 2019 w magazynie „Harta”. Następnie wydawnictwo Enterbrain zaczęło zbieranie rozdziałów do wydań w formacie tankōbon, których pierwszy tom ukazał się 15 października 2020.
| Nr | Data wydania (język japoński) | ISBN (język japoński)  |
| -- | ----------------------------- | ---------------------- |
| 1  | 15 października 2020          | ISBN 978-4-04-736267-3 |
| 2  | 12 sierpnia 2021              | ISBN 978-4-04-736615-2 |
| 3  | 15 października 2022          | ISBN 978-4-04-737177-4 |
| 4  | 12 sierpnia 2023              | ISBN 978-4-04-737637-3 |
| 5  | 13 września 2024              | ISBN 978-4-04-737914-5 |
| 6  | 15 lipca 2025                 | ISBN 978-4-04-738113-1 |

## Anime
Telewizyjny serial anime na bazie mangi został zapowiedziany 11 września 2024. Produkcją zajęło się Studio Bind, a reżyserią Shingo Fujii. Za scenariusz odpowiada Michiko Yokote, projekty postaci przygotowała Mayu Fujii, a muzykę skomponowali Daisuke Achiwa i Kazuki Yanagawa. Premiera odbyła się 6 lipca 2025 na kanale AT-X oraz w innych stacjach. Motywem otwierającym jest „Hikari no sumika” (jap. 光のすみか) w wykonaniu Rei Yasudy, natomiast końcowym „Sapphire” (jap. サファイア) autorstwa Hana Hope. Prawa do streamingu serii nabył Crunchyroll.